# Melothria dulcis
Melothria dulcis es una especie de planta trepadora, perteneciente a la familia de las cucurbitáceas.

## Descripción
Es una planta rastrera, herbácea y trepadora por zarcillos. Las hojas son alternas y lobuladas. Cuando los frutos maduran se vuelven anaranjados y dulces.

## Distribución
Se encuentra distribuida en países como Nicaragua, Costa Rica, Panamá, Colombia, Ecuador y Perú.

## Taxonomía
Melothria dulcis fue descrita por primera vez por el botánico estadounidense Richard P. Wunderlin y publicada en Phytologia 38(3): 220–221 en 1978.

## Nombres comunes
- Guatillo, nu-sula[6]